# Chemillé-Melay
Chemillé-Melay – dawna gmina we Francji, w regionie Kraj Loary, w departamencie Maine i Loara. W 2013 roku liczba ludności wynosiła 8822 mieszkańców. 
Gmina została utworzona 1 stycznia 2013 roku z połączenia dwóch ówczesnych gmin: Chemillé oraz Melay. Gmina istniała do 15 grudnia 2015 roku, kiedy to z połączenia 12 ówczesnych gmin: Chanzeaux, La Chapelle-Rousselin, Chemillé-Melay, Cossé-d’Anjou, La Jumellière, Neuvy-en-Mauges, Sainte-Christine, Saint-Georges-des-Gardes, Saint-Lézin, La Salle-de-Vihiers, La Tourlandry oraz Valanjou utworzono nową gminę Chemillé-en-Anjou. Siedzibą gminy została miejscowość Chemillé.